# V745 Геркулеса
V745 Геркулеса (лат. V745 Herculis) — одиночная переменная звезда в созвездии Геркулеса на расстоянии (вычисленном из значения параллакса) приблизительно 12882 световых лет (около 3949 парсек) от Солнца. Видимая звёздная величина звезды — от менее +15,5m до +13,5m.
Открыта Отто Моргенротом в 1934 году*.

## Характеристики
V745 Геркулеса — красный гигант, пульсирующая переменная звезда, мирида (M) спектрального класса Me*. Эффективная температура — около 3600 K.